# ماري أشلي
ماري أشلي (بالإنجليزية: Mary Ashley)‏ هي رسامة أمريكية، ولدت في 1931، وتوفيت في 15 يونيو 1996.